# Sciurus oculatus
La ardilla de Peter (Sciurus oculatus) es una especie de roedor de la familia Sciuridae.

## Distribución geográfica
Es  endémica de México. 